# Плицка, Карел
Ка́рол Пли́цка (словац. Karol Plicka, более известный как Ка́рел Пли́цка словац. Karel Plicka; 14 октября 1894, Вена, Австро-Венгрия, ныне Австрия — 6 мая 1987, Прага, Чехословакия, ныне Чехия) — словацкий этнограф, фольклорист, кинорежиссёр, сценарист, кинооператор, монтажёр, фотограф и педагог.

## Биография
Плицка родился в Вене. Детство провел в столице Австро-Венгерской империи и в Ческа-Тршебове (с 1900 по 1909 год). После окончания института в Градец-Кралове (1909–1913), Плицка изучал теорию музыки в Праге и Берлине. Работал учителем. Он был художественным руководителем хорового коллектива с 1920 по 1924 год. В 1923—1927 годах занимался собирательством народных песен. С 1919 по 1938 год ему удалось собрать 64 000 мелодий и около 100 000 текстов народных песен. Занимался созданием фотозарисовок Словакии, для чего совершил несколько экспедиций с кинокамерой по стране. В 1927 снял первые короткометражные этнографические фильмы («Пуховская долина», «Батизовский шалаш», «Гайдош», «Весовщик»). Первый полнометражный фильм «За словацким народом» вместе с фильмом «Игры словацкой молодёжи» был использован им в фильме «По горам, по долам». В 1937—1939 годах преподавал на кафедре кинематографии в Школе художественных ремесел в Братиславе. В 1939—1945 годах жил и работал в Праге. С 1945 года снова в Братиславе. В 1946 году вместе с Антонином Броусилом и Ярославом Боучеком принял участие в создании кинофакультета Академии искусств в Праге; был первым его деканом, а также профессором кинокомпозиции. Выпустил несколько фотоальбомов о Праге. Его творчество оказало большое влияние на развитие словацкой кинематографии.
Похоронен на Народном кладбище в Мартине.
В Блатнице открыт музей Карела Плицки.

## Избранная фильмография

### Режиссёр
- 1928 — За словацким народом /
- 1930 — По горам и долам / Po horách, po dolách
- 1933 — Земля поёт / Zem spieva
- 1943 — Пражское барокко / Prager Barock (к/м)

### Сценарист
- 1930 — По горам и долам / Po horách, po dolách
- 1936 — Яношик / Jánosik (с Мартином Фричем)
- 1943 — Пражское барокко / Prager Barock (к/м)

### Оператор
- 1930 — По горам и долам / Po horách, po dolách
- 1933 — Земля поёт / Zem spieva
- 1943 — Пражское барокко / Prager Barock (к/м)
- 1945 — Родина встречает / Vlast vítá
- 1946 — Путь к баррикадам / Cesta k barikádám

### Монтажёр
- 1930 — По горам и долам / Po horách, po dolách

## Награды

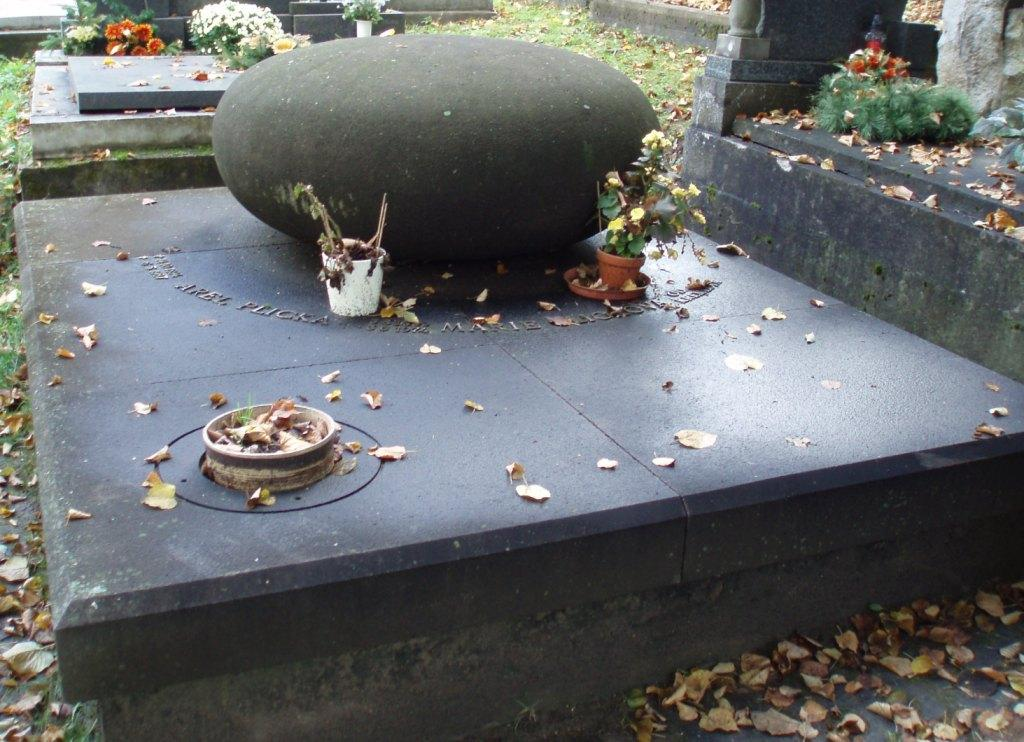
Могила Карела Плицки на Народном кладбище в Мартине

- 1932 — премия 1-го Венецианского кинофестиваля («По горам и долам»)
- 1968 — Народный артист ЧССР

## Сочинения
- Plicka К., Praha. — Praha, 1956. (фотоальбом)
- Plicka К., Vlast líbezná. — Praha, 1979.